# アクサライ廟
アクサライ廟 (アクサライびょう、英語: Aksaray mausoleum、ロシア語: Мавзолей Аксарай) は、ウズベキスタンのサマルカンドにある霊廟である。アクサライ廟は15世紀、ティムール朝の時代に建設されたと考えられている。アクサライ廟はグーリ・アミール廟から南東に30mの地点に位置する。

## 歴史

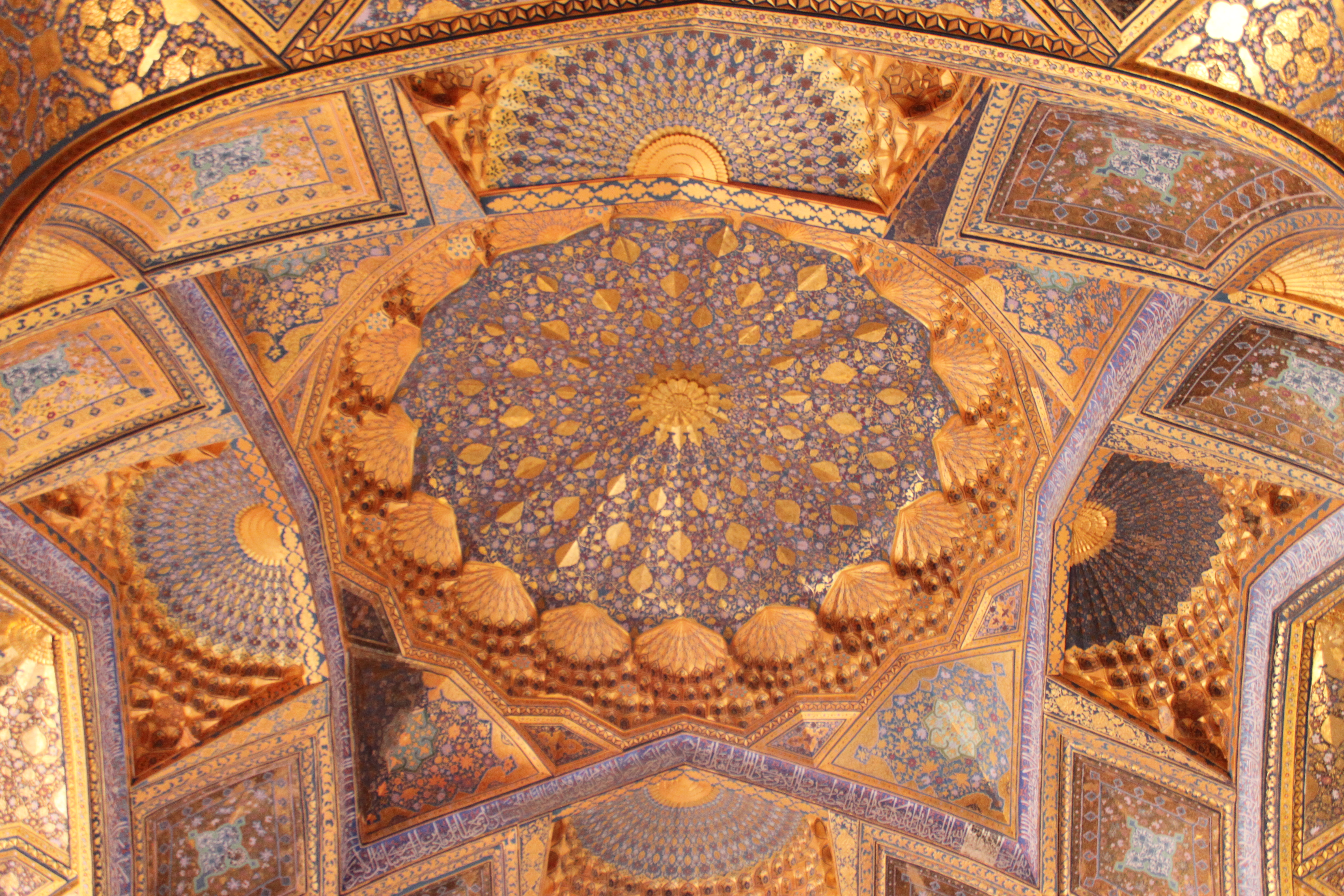

アクサライはテュルク語で白い宮殿を意味する。アクサライ廟が建設された正確な日付とその目的に関する歴史的な情報は不明である。ソビエト連邦時代に歴史学者、考古学者、東洋学者のミハイル・マッソンはアクサライ廟が建設された目的はマー・ワラー・アンナフルを支配し、グーリ・アミール廟に埋葬されていないティムール朝第5代君主のアブドゥッラティーフのためであるという仮説を立てた。また、アクサライ廟の建築物としての特徴とその内装は同じ15世紀の70年間に建設されたと考えられているイシュラトハナと似通ったものとなっている。現代においては、アクサライ廟はアブー・サイードの男子の子孫を埋葬する場所として使用されていたと考えられている。
アクサライ廟は20世紀までにその形を大きく崩していたため、修復作業が行われた。1924年から1925年にかけて修復作業が行われ、ほぼ原型に近い形にまで修復された。21世紀直前になり、アクサライ廟はティムール朝時代に建設されたその他のサマルカンドの建築物と共にUNESCOの世界遺産に登録された。2007年、アクサライ廟は寄付による修復作業が行われ、観光客に公開された。

## 建築
アクサライ廟の内部には十字型のメインホールのほか3つの部屋がある。メインホールは天井部分が円筒状のドームになっており、4隅にある穹隅で支える構造となっている。地下へと続く狭い羨道は埋葬者不明の大理石で造られた八角形の墓へと続いている。建物の外装は華美な装飾が施されている内装とは対照的に簡素なものとなっている。基礎部分となる壁の内装はモザイク状になっている。壁やドームには金をふんだんに使用した装飾がなされている。